# دیوید گفن
دیوید گفن (به انگلیسی: David Geffen) (زاده ۲۱ فوریه ۱۹۴۳) تهیه‌کننده، بازرگان، کارآفرین و نیکوکار آمریکایی است. وی در سال ۱۹۷۰ اسایلم ریکوردز، ۱۹۸۰ گفن رکوردز و ۱۹۹۰ دی‌جی‌سی رکوردز را تأسیس کرد. گفن همچنین یکی از ۳ بنیانگذار شرکت دریم‌ورکس می‌باشد، که در ۱۹۹۴ راه‌اندازی شده‌است.

## دوران کودکی
پدر دیوید گفن، آبراهام گفن و مادرش باتیا وولووسکایا نام دارد، که هر دو از مهاجرین یهودی بودند، که از فلسطین به انگلستان، سپس به ایالات متحده پناهنده شده بودند.
دیوید گفن در بروکلین نیویورک زاده شد. وی تحصیلات ابتدایی و دبیرستان را در بروکلین، به‌پایان رساند، سپس برای ادامه تحصیل، به کالج سانتا مونیکا رفت. ولی پس از مدتی سانتا مونیکا را ترک نموده و به کالج شبانه بروکلین نقل مکان کرد، اما پس از ۳ ترم، باز هم کالج را رها کرده، به دانشگاه تگزاس در آستین نقل مکان کرد.
وی در مدرسه شاگرد ضعیفی بود، ولی به لحاظ اینکه از کودکی در مغازه لباس فروشی مادرش کار می‌کرد، مهارت‌های خوبی در فروشندگی بدست آورده بود! گفن اولین بار در آژانس سرگرمی ویلیام موریس مشغول به کار شد ولی به زودی ارتقا پیدا کرد...

## فعالیت حرفه‌ای
گفن در سال ۱۹۷۰ با تأسیس استودیوی موسیقی اسایلم به شهرت رسید. در سال ۱۹۷۵ به استودیوی فیلم وارنر برادرز پیوست. گفن، در سال ۱۹۸۰ استودیوی موسیقی گفن رکوردز را، با همکاری برادران وارنرز، تأسیس کرد.
سپس در سال ۱۹۹۴ به همراه استیون اسپیلبرگ و جفری کتزنبرگ، شرکت فیلمسازی دریم‌ورکس، که از بزرگترین شرکت‌های فیلم‌سازی جهان می‌باشد را، تأسیس نمود.

## استودیوی الکترا-اسایلم
گفن، اولین استودیوی خود را در ۱۹۷۰ ، بنام استودیوی موسیقی اسایلم، با همکاری الیوت رابرتز تأسیس نمود.این استودیو، با هنرمندان بزرگی مانند: باب دیلن، لیندا رانستات و تام ویتس برای انتشار آلبوم هایشان، قرارداد بست.
در سال ۱۹۷۲ استودیوی اسایلم، با استودیوی الکترا ادغام شد و استودیویی مشترک بنام استودیو موسیقی الکترا-اسایلم شکل گرفت...
دیوید گفن در سال ۱۹۷۵ از استودیو موسیقی الکترا-اسایلم جدا شد و به استودیوی فیلم وارنر برادرز، پیوست. وی تا زمان بازنشستگی خود، به عنوان مدیر عامل این استودیو، باقی‌ماند. سپس در دانشگاه ییل و به عنوان مدرس در رشته بازرگانی این دانشگاه، به تدریس مشغول شد.

## استودیوی گفن
در سال ۱۹۸۰ بار دیگر گفن به صنعت فیلم و موسیقی بازگشت و استودیوی موسیقی گفن را تأسیس نمود. آخرین آلبوم جان لنون، بنام دابل فنتسی بیشترین تأثیر را در به شهرت رسیدن استودیوی موسیقی گفن، ایفا کرد! در سال ۱۹۸۰ گفن، بدون شنیدن آلبوم دابل فنتسی ، برای انتشار آن، با جان لنون قرارداد بست.
سپس در ماه دسامبر سال ۱۹۸۰ جان لنون به قتل رسید و آلبوم دابل فنتسی نیز ناگهان فروش بسیار بالایی پیدا کرد! بعد از آن گفن رکوردز، با هنرمندان بزرگی برای انتشار آلبوم‌هایشان، قرارداد بسته‌است، که از آنها می‌توان به التون جان، شر، گانز اند روزز و نیروانا اشاره کرد.

## استودیوی دریم‌ورکس
در سال ۱۹۹۴ دیوید گفن، از گفن رکوردز نیز جدا شد و با کمک کارگردان سینمای هالیوود استیون اسپیلبرگ و همچنین مدیر عامل استودیوی والت دیزنی؛ جفری کتزنبرگ، استودیوی دریم‌ورکس را تأسیس نمودند. این استودیو توانست با تولید فیلم‌ها و سپس انیمیشن‌های پرفروش، به سرعت نام خود را در میان غول‌های فیلم‌سازی هالیوود، مطرح سازد.
استودیوی دریم ورکز، در سال ۲۰۰۲ با کسب جایزه اسکار برای انیمیشن شرک، بعد از والت دیزنی و پیکسار به عنوان سومین استودیوی مطرح جهان، در زمینه انیمیشن تبدیل شد.
همچنین در زمینه فیلم، می‌توان به تولید فیلم‌های موفقی چون : گلادیاتور، زیبای آمریکایی، ملاقات با والدین و نجات سرباز رایان اشاره نمود.
در سال ۲۰۰۵ بین استودیو پارامونت و دریم‌ورکس، قراردادی به مبلغ ۱٫۶ میلیارد دلار بسته شد، که طبق آن، تقریباً کلیه امتیاز استودیوی دریم ورکس، به پارامونت واگذار شد.

## فعالیت‌های خیرخواهانه
دیوید گفن، همچنین در کارهایی نظیر حمایت از تحقیقات پزشکی، سازمان‌های فعال در زمینه ایدز، هنر و تئاتر فعالیت‌های خیرخواهانه دارد. براساس گزارش مجله فوربس، در سال ۲۰۱۰ گفن متعهد شده‌است، که از این به بعد درآمدهای خود را کاملأ صرف امور خیریه و فعالیت‌های علمی، نماید!
وی در سال ۱۹۹۵، معادل ۵ میلیون دلار به گروه تئاتر دانشگاه یو سی ال ای کمک کرد. همچنین در سال ۲۰۰۲ او ۲۰۰ میلیون دلار به دانشکده پزشکی دانشگاه یو سی ال ای اهدا کرد.
این دانشکده از آن به بعد، با نام مدرسه دیوید گفن در پزشکی شناخته می‌شود. این مبلغ در کنار هدیه کنت لانگون به مدرسه پزشکی نیویورک، بالاترین وجهی است که تا به حال در ایالات متحده صرف کمک به مدرسه پزشکی شده‌است.